# رمز غیرمثلی

تصویری از یک توکن غیر قابل تعویض تولید شده توسط یک قرارداد هوشمند (برنامه ای که برای اجرای خودکار شرایط قرارداد طراحی شده است)

رمز غیرقابل معاوضه (به انگلیسی: Non-fungible token) ان‌اف‌تی (مخفف انگلیسی: NFT)، رمز بیمانند یا رمزکلید یکتا نوع خاصی از رمز رمزنگارانه است که نماد چیزی منحصر به فرد است؛ بنابراین رمزهای بیمانند را نمی‌توان با یکدیگر معاوضه کرد. این در تضاد با ارزهای رمزپایه مانند بیت کوین و بسیاری از رمزهای شبکه یا کاربردی است که ماهیتی قابل معاوضه دارند.
NFT یا توکن غیرقابل معاوضه یا رمز غیر مثلی (Non-Fungible Token)، نوعی خاص از توکن‌های رمزنگاری است که با استفاده از تکنولوژی بلاک‌چین گونه‌ای دارایی دیجیتال ایجاد می‌کند که قابل تکثیر نیست. ان اف تی مفهوم خاصی است که حتی ویتالیک بوترین، نابغه دنیای کریپتو و مغز متفکر تیم توسعه اتریوم، هم نتوانسته بود آن را پیش‌بینی کند! او اعتراف کرد که ظهور دیفای برای وی عجیب نبود و منتظر چنین مفهومی بود، اما نتوانسته بود NFT یا همان توکن غیر مثلی را متصور شود. اکنون می‌بینیم ان اف تی روز به روز کاربرد بیشتری پیدا می‌کند و گستره استفاده از آن فراتر از دنیای ارز دیجیتال رفته‌است. به عنوان مثال توکن غیر مثلی بخشی جدانشدنی از مفهوم متاورس است که آینده دنیای دیجیتال را شکل می‌دهد.در نگاه کلی توکن های ان اف تی توکن هایی هستند که برای سرمایه های دیجیتالی، به عنوان یک سند در نظر گرفته می شوند و کاملا یکتا و غیر تکراری هستند.

## رشد و جذابیت در جریان اصلی
رمزهای بیمانند اولین بار با همه گیر شدن کریپتوکیتیز معروف شدند و متعاقباً ۱۲٫۵ میلیون دلار سرمایه جمع‌آوری کردند. رربیتس، یک بازارگاه و محل مبادله برای این رمزها، ۶ میلیون دلار سرمایه جمع‌آوری کرد. گیمدکس، یک پلتفرم بازی با ورق قابل جمع‌آوری که توسط ان‌اف‌تی‌ها امکان‌پذیر شده‌است، در یک دور ۸۰۰٬۰۰۰ دلار جمع کرد. دیسنترالند، یک دنیای مجازی مبتنی بر بلاکچین، ۲۶ میلیون دلار در یک عرضه اولیه سکه جمع‌آوری کرد و تا تاریخ سپتامبر ۲۰۱۸، ۲۰ میلیون دلار اقتصاد داخلی داشت. نایکی برای کفش‌های ورزشی ان‌اف‌تی مبتنی بر بلاکچین خود به نام 'کریپتوکیکس' حق اختراع در اختیار دارد.

## آیا NFT ها ایمن هستند؟
توکن‌های غیرقابل تعویض، که از فناوری بلاک چین درست مانند ارزهای دیجیتال استفاده می‌کنند، عموماً ایمن هستند
ماهیت توزیع شده بلاک چین‌ها، هک NFTها را دشوار (اگرچه غیرممکن نیست) می‌کند.
یکی از خطرات امنیتی برای NFTها این است که اگر پلتفرم میزبان NFT از کار بیفتد، ممکن است دسترسی به توکن غیرقابل تعویض خود را از دست بدهید.
در طول بازی کاربران با پیاده‌روی و ورزش ارز دیجیتال دریافت خواهند کرد. موبایل کاربر حرکات را ضبط می‌کند و در ازای آن نشانه‌هایی به بازیکن می‌دهد. برای شروع این بازی باید کفش‌های دیجیتال خریداری کرد. این کفش‌ها که به صورت توکن NFT ارائه می‌شوند انواع مختلفی دارند و البته هزینه قابل توجهی نیز دارند.

## برنامه‌های کاربردی

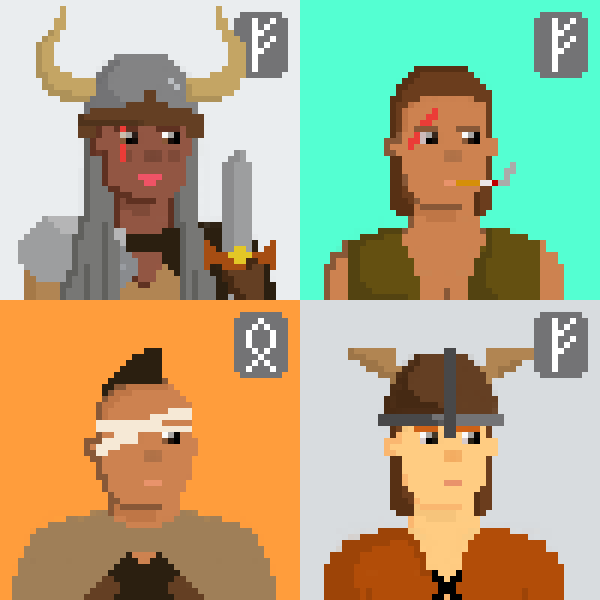
این تصویر چهار از 10000 Vekings منحصر به فرد را نشان می دهد. Vekings مجموعه ای از 9،999 توکن غیر قابل تغییر (NFT) است که در Ledger Digital Vechains ذخیره شده است (blockchain)

از توکن‌های غیرقابل معاوضه برای ایجاد دارایی‌های دیجیتال قابل تأیید مانند یک زمین، یک خانه یا هر دارایی دیگر و امکان همکاری پذیری دارایی در چندین سیستم عامل استفاده می‌شود. ان‌اف‌تی‌ها در برنامه‌های خاصی که به موارد دیجیتالی منحصر به فرد مانند هنر رمزنگاری شده، مجموعه‌های رمزنگاری شده و بازی رمزنگاری نیاز دارند، استفاده می‌شوند.
هنر از اولین موارد استفاده بلاکچین بود. ان‌اف‌تی‌ها اصالت و مالکیت هنر دیجیتال را ثابت می‌کنند. راه اندازی کریپتوپانکز در ژوئن ۲۰۱۷ راه را برای هنر «کمیاب» در بلاک چین آتریوم هموار کرد. DADA.art از مدل کریپتوپانکز ساخته شده و اولین بازار هنرهای کمیاب دیجیتالی را در اکتبر ۲۰۱۷ راه اندازی کرد.
بعداً، بازی‌های محبوب بلاکچین مانند کریپتوکیتیز از توکن‌های غیرقابل معاوضه ارائه شده در بلاکچین آتریوم استفاده کردند. ان‌اف‌تی‌ها برای نمایش دارایی‌های درون بازی استفاده می‌شوند و به جای توسعه دهنده بازی، توسط کاربر کنترل می‌شوند. این موضوع اجازه می‌دهد تا دارایی‌های بازی در بازارهای شخص ثالث و خارج از محیط بازی بدون اجازه بازی ساز مورد معامله قرار بگیرد.
بازی کریپتو کیتیز بر روی بلاک چین آتریوم ساخته شده‌است و توکن‌های آن بر بستر شبکه ERC-721 قرار دارند.
توکن‌های ERC-721 غیرقابل تعویض هستند و هر کدام به‌طور مستقل تأیید می‌شوند. این را مانند داشتن یک قطعه زمین در نظر بگیرید. اگر چه زمین‌های مختلفی در جهان وجود دارد اما قطعه ای که شما مالک آن هستید بی نظیر است. این همان مفهوم و ماهیت بازی کریپتو کیتی ها می‌باشد.

## استانداردها
ERC کوتاه شده عبارت “Ethereum Request for comment” است.
استانداردهای ویژه توکن ساخته شده‌اند تا از استفاده از بلاکچین در بازی‌ها پشتیبانی کنند. این استانداردها شامل ERC-721 استفاده شده در بازی کریپتوکیتیز و استاندارد جدید ERC-1155 می‌باشند.

### استاندارد ERC-721
ERC721 اولین استاندارد برای ارائه دارایی‌های دیجیتال بیمانند بود. ERC721 یک برنامه قابل ارث بری بر مبنای زبن سالیدیتی است، به این معنی که توسعه دهندگان به راحتی می‌توانید قراردادهای جدید بر مبنای ERC721 با استفاده از کتابخانه اپن زپلین ایجاد کنید.

### استاندارد ERC-1155
ERC1155 ایده نیمه مثلی را به دنیای ان‌اف‌تی می‌آورد و همچنین مجموعه ای فوق‌العاده از قابلیت ERC721 را فراهم می‌کند، به این معنی که یک دارایی ERC721 می‌تواند با استفاده از ERC1155 ساخته شود.

## کاربردها
برای نخستین بار پای این ان‌اف تی‌ها به دنیای مد باز شد. بهنود طراح سرشناس مد برای نخستین بار زیرساخت خرید و فروش عرضه مد در خاورمیانه را بر پایهٔ ان‌اف‌تی‌ها ایجاد و عرضه کرده‌است.
برخی کاربردهای دیگر ان اف تی :هنر، امورمالی، صنعت موسیقی، گیمینگ و بازی‌های رایانه ای، در زنجیره تأمین و … 
برند‌ها و کارآفرینان از ان اف تی‌ها برای جمع‌سپاری مالی استفاده می‌کنند که این کار به شکل ایجاد ان اف تی‌ها به عنوان پاداش یا سهام سرمایه‌گذاران عمل می‌کنند. همچنین از طریق حمایت مالی از یک پروژه هستند و به سرمایه‌گذاران امتیازات خاصی می‌دهند.

## معرفی محبوب‌ترین بازی‌های ارز دیجیتال
- هش راش (Hash Rush)
- اسپلینتر لند (Splinter Land)
- اینفینیت فلیت (Infinite Fleet)
- نئون دیستریکت (Neon District)

## کفش مجازی ان اف تی
در طی چند سال اخیر ایده پیاده‌روی با کفش مجازی و کسب درآمد از آن توجه همگان را به خود جلب کرده‌است. در ادامه به معرفی برخی اپلیکیشن‌های داخلی و خارجی دارای کفش مجازی ان اف تی می‌پردازیم ولی در این زمینه هنوز نیازمند منابع بیشتری هستیم.

## استپن (Step-N)
در واقع این پروژه متشکل از یک برنامه اختصاصی است که به سیستم گام شمار تلفن هوشمند شما متصل می‌شود. شما بایستی در این برنامه حساب اختصاصی باز کرده و یک کفش ویژه را خریداری نمایید. این کفش در حقیقت نوعی توکن NFT است. متناسب با نوع توکن شما، به ازای حرکت تان، درآمدی برای شما لحاظ می‌شود.
شرکت اصلی استپن، Find Satoshi Labs، در سال 2021 توسط یک زوج استرالیایی، جری هوانگ و یاون رانگ، جهت ترویج یک سبک زندگی سالم تأسیس شد.
آن‌ها با الهام‌گیری از پروژه‌های متاورسی بازی کن، درآمد کسب کن (Play-To-Earn) مانند بازی اکسی اینفینیتی (Axie Infinity)، این بازی را راه‌اندازی و اصطلاح «حرکت کن- پولدار شو» (Move-To-Earn) را ابداع کردند.

## کلاب گپ (club gap)
شما می‌توانید کفش‌های مجازی خود را بپوشید و پیاده‌روی کنید یا بدوید! کلاب گپ، به‌صورت خودکار از طریق شمارش گام‌های شما جایزه به شما تعلق می‌گیرد. کلاب گپ با استفاده از فناوری جی پی اس، گام‌ها و مسیر حرکت شما را ردیابی می‌کند و اگر پیاده‌روی روزانه شما، ۳۰ دقیقه و بیشتر باشد شما پول دریافت می‌کنید، ولی اگر کمتر از ۳۰ دقیقه باشد به شما پولی تعلق نمی‌گیرد.

## بلیط ان اف تی (NFT-Ticketing)
بلیط های ان اف تی مزایای متعددی نسبت به بلیط های کاغذی یا دیجیتال معمولی دارند. NFT ها اطمینان حاصل می کنند که بلیط معتبر است. و نمی توان آن را جعل کرد، زیرا غیرقابل تغییر است و تکثیر آنها غیرممکن است.
بلیط های NFT برای نشان دادن مالکیت یک تجربه یا رویداد خاص، مانند ورودی یک پارک موضوعی، یک رویداد ورزشی یا یک کنسرت استفاده می شود. می توان از آنها برای ورود به رویداد و اثبات مالکیت و اعتبار آن استفاده کرد.

## نکات مهم بازار فروش ان اف تی (NFT)
سایت های فروش ان اف تی به دسته های مختلفی تقسیم می‌شوند که شما قبل از اینکه محصولی به فروش برسانید باید دسته مربوطه به اثر خود را انتخاب کنید. به عنوان مثال سایت هایی هستند از جمله The Sandbox، Axie Infinity، Gods Unchained که مربوط به دسته گیم هستند.
شما می‌توانید از بسترها و بلاکچین های متفاوتی استفاده کنید که کارمزد هرکدام متفاوت هستند و حتی ممکن است کمتر از بلاکچین اتریوم باشد. حال ممکن است این سؤال برای شما پیش بیاید که چرا کاربران با اینکه می‌دانند کارمزد دیگر بستر ها پایین‌تر است، چرا از بستر اتریوم استفاده می‌کنند؛ در جواب باید گفت استفاده از دیگر بسترها دارای محدودیت های خاصی هستند و همچنین استفاده از بسترهای دیگر از شما می‌خواهد که ارزها و یا توکن های متفاوتی داشته باشید در صورتی که در بستر اتریوم شما کافی است که مقداری اتر داشته باشید و ارز اتر بر همگان آشناتر است.

## کیف پول های مناسب خرید و فروش ان اف تی
شما برای اینکه از معاملات و خرید و فروش ان اف تی های خود مطمئن باشید باید از کیف پول های معتبر استفاده کنید، در این بخش به بررسی برخی از این کیف پول ها می‌پردازیم:
- کیف پول کوین بیس: این کیف پول برای افرادی که به تازگی وارد حوزه ارزهای دیجیتال شدن بسیار کارآمد است؛ چراکه بستر این کیف پول بسیار ساده طراحی شده به گونه‌ای که کاربران به راحتی بتوانند نقل و انتقالات خود را انجام دهند.
- کیف پول متامسک: این کیف پول به عنوان رقیب اصلی کیف پول کوین بیس شناخته می‌شود. این کیف پول به کاربران امکان ساخت کیف پول NFT را می‌دهد که بعد از این کار، کاربران می‌توانند با تمام فروشگاه ها که بر بستر اتریوم هستند ارتباط برقرار کنند.
- کیف پول تراست: این کیف پول فقط برای گوشی های هوشمند مورد استفاده قرار می‌گیرد، اما محیطی امن و همچنین ساده برای کاربران فراهم می‌کند. از طرفی کیف پول تراست از ارزهای بسیار زیادی پشتیبانی می‌کند؛ چراکه با بلاکچین های متفاوتی ادغام شده است.